# Операциона истраживања
Операциона истраживања су математичка дисциплина, али и истовремено једна од базичних дисциплина менаџмента. Назив су добиле по истраживању операција у организационим системима са сврхом њихове оптимизације. Најпре су се развијала у војне сврхе, да би касније била уочена њихова употребљивост у управљању пословним системима. Понекад се сматра да је подобласт математичких наука. Термин наука о менаџменту се повремено користи као синоним.
Познате области операционих истраживања су: линеарно програмирање, нелинеарно програмирање, теорија игара, динамичко програмирање, редови чекања, управљање залихама, целобројно програмирање, транспортни проблеми, оптимизација на мрежама, вишекритеријумска оптимизација итд.
Користећи технике из других математичких наука, као што су моделовање, статистика и оптимизација, истраживање операција долази до оптималних или скоро оптималних решења за проблеме доношења одлука. Због свог нагласка на практичним применама, операциона истраживања се преклапају са многим другим дисциплинама, посебно индустријским инжењерингом. Оперативно истраживање се често бави одређивањем екстремних вредности неког стварног циља: максимума (профита, учинка или приноса) или минимума (губитка, ризика или трошкова). Почевши од војних напора пре Другог светског рата, његове технике су прерасле да обухвате тематику различитих индустрија.

## Преглед
Оперативна истраживања (ОР) обухватају развој и употребу широког спектра техника и метода за решавање проблема који се примењују у потрази за побољшаним доношењем одлука и ефикасности, као што су симулација, математичка оптимизација, теорија чекања и други модели стохастичког процеса, Марковљеви процеси одлучивања, економетријски методи, анализа омотача података, неуронске мреже, експертни системи, анализа одлучивања и процес аналитичке хијерархије. Скоро све ове технике укључују изградњу математичких модела који покушавају да опишу систем. Због рачунарске и статистичке природе већине ових области, операциона истраживања такође имају јаке везе са рачунарством и аналитиком. Оперативни истраживачи који су суочени са новим проблемом морају да одреде која од ових техника је најприкладнија с обзиром на природу система, циљеве побољшања и ограничења у времену и рачунарској моћи, или да развију нову технику специфичну за проблем који је у питању (а затим на дату врсту проблема).
Главне потдисциплине у савременим оперативним истраживањима, како их идентификује часопис Operations Research, су:
- Рачунарство и информационе технологије
- Финансијски инжењеринг
- Производња, услужне науке и управљање ланцем снабдевања
- Моделорање политике и рад у јавном сектору
- Управа прихода
- Симулација
- Стохастички модели
- Транспорт

## Историја
У деценијама након два светска рата, алати оперативног истраживања су се више примењивали на проблеме у пословању, индустрији и друштву. Од тог времена, оперативно истраживање се проширило на поље које се широко користи у индустријама у распону од петрохемије до авио-компанија, финансија, логистике и владе, прелазећи на развој математичких модела који се могу користити за анализу и оптимизацију сложених система, и постало је област активних академских и индустријских истраживања.

### Историјско порекло
У 17. веку, математичари Блез Паскал и Кристијан Хајгенс решавали су проблеме који су понекад укључивали сложене одлуке (проблем тачака) користећи теоријске идеје и очекиване вредности; други, као што су Пјер де Ферма и Јакоб Бернули, решавали су ове врсте проблема користећи комбинаторно резоновање. Истраживање Чарлса Бебиџа о трошковима транспорта и сортирања поште довело је до енглеског универзалног „Пени поста“ 1840. године, и до студија о динамичком понашању железничких возила у одбрани широког колосека GWR-а. Почевши од 20. века, проучавање управљања залихама могло би се сматрати пореклом модерног оперативног истраживања са количином економског налога коју је развио Форд В. Харис 1913. Оперативна истраживања су вероватно настала у напорима војних планера током Првог светског рата (теорија конвоја и Ланкестерови закони). Перси Вилијамс Бриџман је током 1920-их година применио оперативна истраживања на проблеме у физици, а касније је покушао да их прошири на друштвене науке.
Савремена оперативна истраживања настала су у истраживачкој станици Бавдси у Великој Британији 1937. године као резултат иницијативе надзорника станице, А. П. Роуа и Роберта Ватсон-Вата. Роу је осмислио идеју као средство за анализу и побољшање рада британског радарског система за рано упозоравање, кодног назива „Чејн Хоум” (CH). У почетку, Роу је анализирао рад радарске опреме и њених комуникационих мрежа, да би се касније проширио и на понашање оперативног особља. Ово је открило непревазиђена ограничења CH мреже и омогућило предузимање корективних радњи.

### Други светски рат
Савремено поље оперативних истраживања настало је током Другог светског рата. У доба Другог светског рата, оперативно истраживање је било дефинисано као „научни метод обезбеђивања квантитативне основе извршним одељењима за доношење одлука у вези са операцијама под њиховом контролом“. Други називи за њега укључивали су оперативну анализу (Министарство одбране Уједињеног Краљевства из 1962. године) и квантитативно управљање.
Током Другог светског рата скоро 1.000 мушкараца и жена у Британији било је ангажовано у оперативним истраживањима. Око 200 оперативних научника радило је за Британску војску.
Патрик Блекет је радио за неколико различитих организација током рата. На почетку рата, док је радио за Краљевски авионски естаблишмент (RAE), основао је тим познат као „Циркус“ који је помогао да се смањи број метака противавионске артиљерије потребних за обарање непријатељског авиона са просечних 20.000 на почетку битке за Британију на 4.000 1941. године.
Године 1941, Блекет је прешао из RAE у морнарицу, након што је прво радио са Обалском командом РАФ-а, 1941. године, а затим почетком 1942. у Адмиралитет. Блекетов тим у Одсеку за оперативна истраживања Обалске команде (CC-ORS) укључивао је два будућа добитника Нобелове награде и многе друге људе који су касније били еминентни у својим областима. Они су предузели низ кључних анализа које су помогле ратним напорима. Британија је увела систем конвоја како би смањила губитке у поморству, али док је принцип коришћења ратних бродова за пратњу трговачких бродова био опште прихваћен, није било јасно да ли је боље да конвоји буду мали или велики. Конвоји путују брзином најспоријег члана, тако да мали конвоји могу путовати брже. Такође се тврдило да би немачким подморницама било теже открити мале конвоје. С друге стране, велики конвоји би могли да распореде више ратних бродова против нападача. Блекетово особље је показало да су губици које су претрпели конвоји у великој мери зависили од броја присутних пратећих пловила, а не од величине конвоја. Њихов закључак је био да је неколико великих конвоја одбрањивији од многих малих.